# Aeonium spathulatum
Aeonium spathulatum is een overblijvende plant uit de vetplantenfamilie (Crassulaceae). De plant is endemisch op de westelijke Canarische Eilanden.

## Naamgeving enetymologie
- Spaans: Bejequillo canario

De botanische naam Aeonium is afgeleid uit het Oudgriekse αἰώνιος, aiōnios (eeuwig), naar de overblijvende bladeren. De soortaanduiding spathulatum is afgeleid van het Latijnse 'spathula' (lepel), naar de vorm van de bladeren.

## Kenmerken
Aeonium spathulatum is een overblijvende, kruidachtige plant of kleine struik met lange, vertakte stengels. De ronde bladrozetten zijn in verhouding tot de meeste Aeonium-soorten klein, met tot 3 cm lange, spatelvormige, fijn behaarde bladeren die kleverig aanvoelen. De onderzijde van de bladeren is voorzien van lijnvormige klieren, de bladranden zijn bezet met doorzichtige haren. De bladeren zijn aanvankelijk groen maar lopen al snel rood tot bruin aan.
De bloeiwijze is een scherm met goudgele bloemen met elk acht tot tien kroonbladen.

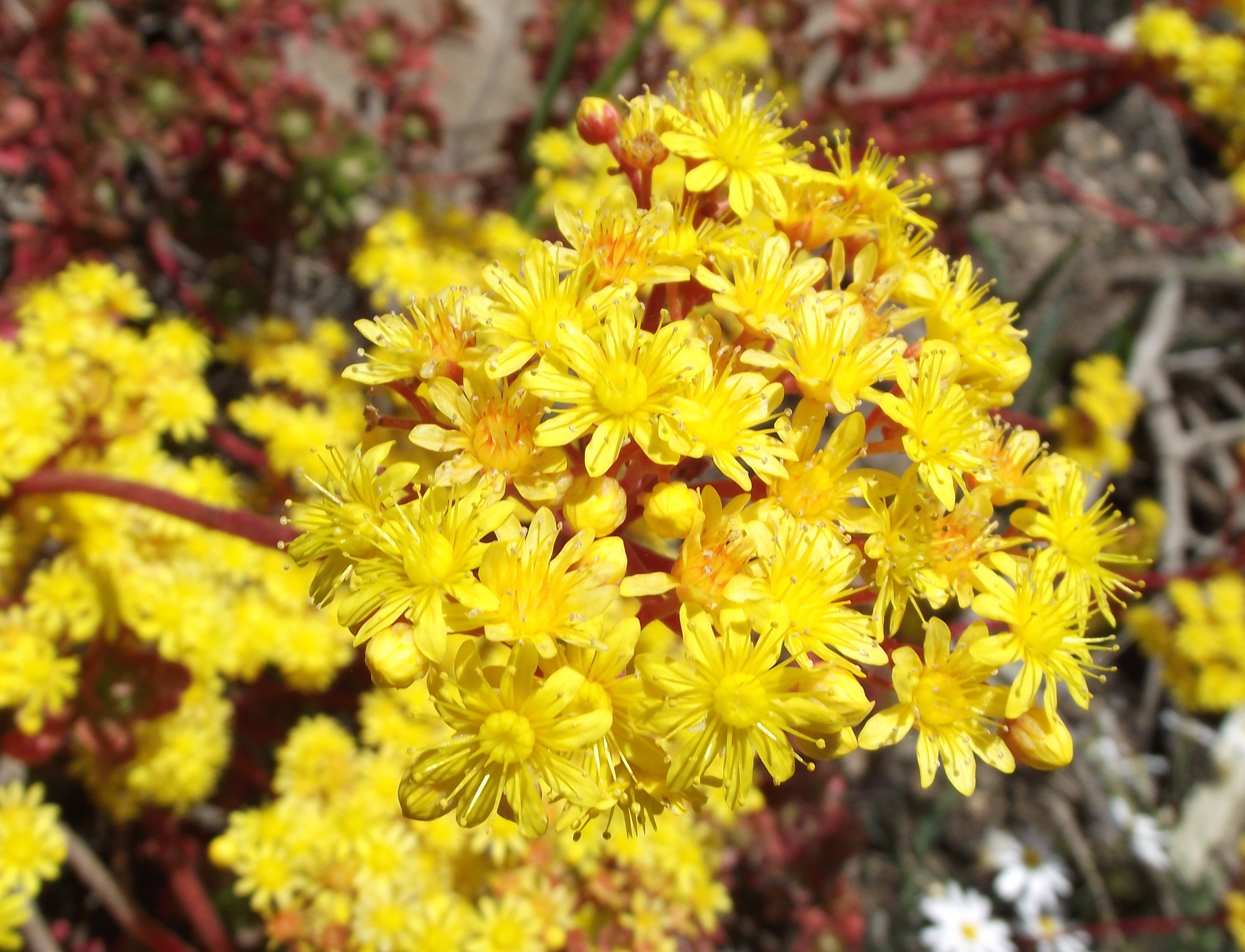
detail bloemscherm

De plant bloeit van maart tot juni.

## Habitaten verspreiding
Aeonium spathulatum groeit op zonnige of licht beschaduwde plaatsen op verweerde vulkanische bodem, van 800 tot 2000 m.
De plant is endemisch op de westelijke Canarische Eilanden, waar deze voorkomt op Tenerife, La Palma, El Hierro, La Gomera en Gran Canaria.
... · 
A. arboreum · 
A. canariense · 
A. davidbramwellii · 
A. glandulosum · 
A. glutinosum · 
A. goochiae · 
A. hierrense · 
A. nobile · 
A. sedifolium · 
A. spathulatum · 
...